# Dark Shadows (serial telewizyjny 1966)
Dark Shadows – amerykański serial telewizyjny łączący gatunki opery mydlanej, fantasy i horroru. Serial był emitowany w latach 1966-1971. Liczył 6 sezonów i 1248 odcinków (pierwsze 294 były czarno-białe).

## Krótki opis
Treścią serialu są dzieje rodziny Collinsów, którzy na swej drodze spotykają liczne potwory, takie jak wampiry, wilkołaki, czy wiedźmy, z którymi muszą ciągle walczyć.

## Obsada
Zestawienie obejmuje wszystkich aktorów, którzy wystąpili w co najmniej 20 odcinkach serialu.
- Joan Bennett - Elizabeth Collins Stoddard[2] (392 odcinki)
- Jonathan Frid - Barnabas Collins (595 odcinków)[1]
- Grayson Hall - dr Julia Hoffmann (475 odcinków)
- Louis Edmonds - Roger Collins (323 odcinki)
- Nancy Barrett - Carolyn Stoddard (402 odcinki)
- Lara Parker - Angelique Bouchard Collins (270 odcinków)
- David Selby - Quentin Collins (312 odcinków)
- Kate Jackson - Daphne Harridge (71 odcinków)
- Kathryn Leigh Scott - Maggie Evan (310 odcinków)
- David Henesy - David Collins (278 odcinków)
- Denise Nickerson - Amy Jennings (71 odcinków)
- Thayer David - Matthew Morgan (225 odcinków)
- Alexandra Isles - Victoria Winters (425 odcinków)
- John Karlen - Willie Loomis (179 odcinków)
- Joel Crothers - Joe Haskell (166 odcinków)
- Roger Davis - Jeff Clark (128 odcinków)
- Christopher Pennock - Gabriel Collins (126 odcinków)
- David Ford - Sam Evans (109 odcinków)
- Jerry Lacy - Gregory Trask (109 odcinków)
- Mitchell Ryan - Burke Devlin (108 odcinków)
- Humbert Allen Astredo - Nicholas Blair (100 odcinków)
- Don Briscoe - Chris Jennings (94 odcinki)
- Jim Storm - Gerard Styles (81 odcinków)
- Clarice Blackburn - p. Sarah Johnson (80 odcinków)
- Robert Rodan - Adam (78 odcinków)
- Dennis Patrick - Jason McGuire (65 odcinków)
- Marie Wallace - Marie Wallace (64 odcinki)
- Michael Stroka - Aristede (64 odcinki)
- Diana Millay - Laura Collins (63 odcinki)
- Terrayne Crawford - Beth Chavez (63 odcinki)
- Bob O'Connell - Bob Rooney, barman (60 odcinków)
- Kathleen Cody - Hallie Stokes (49 odcinków)
- Anthony George - Burke Devlin (48 odcinków)
- Keith Prentice - Morgan Collins (40 odcinków)
- Sharon Smyth - Sarah Collins (37 odcinków)
- Addison Powell - dr Eric Lang (37 odcinków)
- Dana Elcar - szeryf George Patterson (35 odcinków)
- Donna Wandrey - Roxanne Drew (33 odcinki)
- Timothy Gordon - duch Jeremiah'a (30 odcinków)
- Robert Gerringer - dr Dave Woodard (29 odcinków)
- Virginia Vestoff - Samantha Drew Collins (29 odcinków)
- Lisa Blake Richards - Sabrina Stuart (29 odcinków)
- John Lasell - dr Peter Guthrie (25 odcinków)
- Donna McKechnie - Amanda Harris (24 odcinki)
- George McCoy - klient Blue Whale'a (24 odcinki)
- Christopher Bernau - Philip Todd (23 odcinki)
- Alex Stevens - wilkołak (23 odcinki)
- Michael McGuire - Judah Zachary (20 odcinków)

## Remaki i spin-offy
- House of Dark Shadows – film z 1970 r.
- Night of Dark Shadows – film z 1971 r.
- Dark Shadows – serial telewizyjny z 1991 r.
- Mroczne cienie (Dark Shadows) – film z 2012 r.